# Zeng Yongquan
Zeng Yongquan (chiń. 曾涌泉; ur. 15 maja 1902, zm. 2 listopada 1996) – chiński dyplomata, wiceminister spraw zagranicznych. 
Urodził się w 1902 roku w Xindu w Syczuanie. Studiował na Komunistycznym Uniwersytecie Pracujących Wschodu w Moskwie oraz w Instytucie Wojskowo-Politycznym w Leningradzie w latach 1924–1929. Przed 1949 działał w Armii Czerwonej. Od 1949 rozpoczął karierę dyplomatyczną.
Był jednym z siedemnastu ambasadorów chińskich wysłanych na placówki zagraniczne przed rozpoczęciem wojny w Korei. W październiku 1949 mianowany radcą politycznym w ambasadzie w Moskwie. We wrześniu 1952 został ambasadorem w Polsce i pełnił tę funkcję do stycznia 1955 roku. Następnie przeniesiony do ambasady w NRD, gdzie był ambasadorem do grudnia 1956 roku. Od lutego 1957 do sierpnia 1963 oraz od lutego 1964 do listopada 1965 roku wiceminister spraw zagranicznych. Następnie w marcu 1966 mianowany ambasadorem w Rumunii, gdzie pozostał do października tego samego roku. W latach 1973–1978 członek Stałego Komitetu Centralnej Komisji ds. Dyscypliny Partyjnej. Od 1979 doradca ministra spraw zagranicznych. 
W okresie rewolucji kulturalnej, wraz z innymi wiceministrami, na polecenie Zhou Enlaia przejął rutynową kontrolę nad pracami Ministerstwa Spraw Zagranicznych po odsunięciu Chen Yi od kierowania resortem. Byli oni jednak nękani przez hunwejbinów. W związku z tym ukrywali się w tym czasie za zgodą Zhou Enlaia w Zhongnanhai.